# Weingut Claus Schneider
Das Weingut Claus Schneider in Weil am Rhein liegt im südlichen Markgräflerland im deutschen Weinbaugebiet Baden. Auf den zwölf Hektar des Weinguts werden die Burgundersorten sowie der lokale Gutedel angebaut.

## Geschichte
Seit 1425 ist die Familie Schneider in Weil am Rhein, an der Grenze zu Basel (CH) und Frankreich (Elsass), ansässig und mit dem Weinbau seither eng verbunden. Bereits vor 1881 wurden die Weine selbstvermarktet und, wie zur damaligen Zeit üblich, in Holzfässern ausgeliefert. Der Kauf des Gutshauses 1892 an der Hauptstraße 94 in Alt-Weil legte den Grundstock für das heutige Weingut. Der Betrieb wird seit 1982 von Claus Schneider, dem es auch seinen heutigen Namen verdankt, und Susanne Hagin–Schneider (die aus dem ehemaligen Weingut Friedrich Hagin in Haltingen stammt) geführt. Das Weingut war seit Beginn darauf bedacht, nur durchgegorene Weine zu erzeugen, was für die damalige Zeit unüblich war. Die Söhne Johannes und Christoph Schneider sind seit 2015 engagiert und führen das traditionsreiche Gut fort.
Alt-Weil unterhalb des Tüllinger Berges gelegen, wurde bereits 786 als Gut von St. Gallen erwähnt. Direkt an der Grenze zur Schweiz gelegen, beginnt in Weil am Rhein die Badische Weinstraße, wo schon im 11. Jahrhundert Adel, Stifte, Klöster und die Stadt Basel Weinberge am Südhang des Tüllinger Berges (Weiler Schlipf) besaßen.

## Anbaugebiet/Lagen
Das Weingut bewirtschaftet 12 ha am Tüllinger Berg, welcher über die Burgundische Pforte zwischen Vogesen und Jura, die den Durchfluss mediterraner Luft ermöglicht, mit warmen Winden versorgt wird und somit günstige klimatische Bedingungen für die Herstellung großer Burgunder bietet. Das Weingut Schneider bewirtschaftet einen Teil folgender Einzellagen am Tüllinger Berg:

### Weiler Schlipf
Die 26 ha große Einzellage Weiler Schlipf wurde bereits 1825 als beste Lage des südlichen Markgräflerlands klassifiziert. Die Rebberge sind gegen Süden ausgerichtet und weisen tiefgründigen Lehmböden mit hohem Kalkanteil auf. Der Schlipf ist ein grenzüberschreitender Weinberg und heißt auf Schweizer Seite Riehener Schlipf.

### Ötlinger Sonnhole
Die Rebfläche der Ötlinger Sonnhole beträgt 15 ha und ist eine Südhanglage an der schon Baseler Klöster in früheren Jahrhunderten Weinbau betrieben.

### Haltinger Stiege
Die Lage Haltinger Stiege hat eine Rebfläche von 32 ha.

## Sortenspiegel
- Spätburgunder 40 %, hauptsächlich am Weiler Schlipf
- Weißer Burgunder 20 %
- Grauer Burgunder 15 %
- Chardonnay 8 %
- Gutedel 17 %

## Önologische Philosophie
Das Weingut Claus Schneider erzeugt aus den Burgundersorten und dem Gutedel ausschließlich trockene und langlebige Weine. Die Rotweinzubereitung erfolgt durch die traditionelle Maischegärung. Die Weine verbleiben lange Zeit auf der Feinhefe im Fass. Bei den Lagenweinen werden Weine mit einem hohen Reifepotential hergestellt.

## Auszeichnungen
- Erwähnt im Gault & Millau Weinguide seit 1995
- 2010 Weiler Schlipf Pinot Noir CS*** unter den Top 10 Spätburgunder in Deutschland im Gault & Millau 2013[9]
- 2013 Weiler Schlipf Pinot Blanc CS*** unter den Top 10 Weiße Burgundersorten in Deutschland im Gault & Millau 2015[10]
- „Die Rotweine, allesamt Spätburgunder, kann man mit ihrer ganz eigenen Frische, Eleganz und zart gewobenen Struktur als einzigartig in Südbaden bezeichnen.“ Gault & Millau, 2017[11]